# Estrella Cortichs i Vinyals
Estrella Cortichs i Vinyals (Gironella, 14 d'abril de 1902 - Santa Coloma de Gramenet, 6 de desembre de 1985) va ser una mestra catalana, membre de la Institución Libre de Enseñanza durant l'època de la Segona República Espanyola. Després de la Guerra Civil espanyola es va exiliar a Mèxic, on es va dedicar a la docència fins a la seva jubilació el 1967 i posterior retorn a Espanya el 1973.

## Biografia

### Infància i primers anys
Estel Cortichs era filla de Francesca Vinyals i Riera i d'Esteve Cortichs i Costa, que va ser alcalde republicà de Gironella l'any 1922 i va estar sempre molt implicat en política. Sent ella molt nena, l'any 1905, els seus pares es van separar i va haver d'anar a viure a una institució religiosa.
Gràcies a les inquietuds del seu pare per l'educació, tant ella com el seu germà van estudiar a Barcelona; després va cursar magisteri a l'Escola Superior de Magisteri de Madrid –a la qual ingressà amb el número u– entre els anys 1924 i 1928. Posteriorment es llicencià en Filosofia i Lletres.

### Activitat professional i política
Estel Cortichs va ser una fidel seguidora dels principis del pedagog krausista Francisco Giner de los Ríos, fundador de la Institución Libre de Enseñanza, de la qual ella va ser membre durant el període republicà i durant la Guerra Civil. Una vegada obtingut el títol va exercir a Pineda de Mar (Maresme) i a Montmajor (Berguedà). Després de les oposicions, va entrar a treballar a l'Escola Menéndez Pelayo, per passar després a dirigir l'escola Lope de Rueda, on va començar a posar en pràctica les noves idees pedagògiques que la República estimulava.
L'inici de la guerra la sorprèn a Bilbao i torna a Madrid al setembre. A partir d'aquest moment col·labora a la Universitat Popular i, compromesa amb els ideals republicans, va organitzar a Barcelona l'Ajut Infantil de Reraguarda, una organització republicana dedicada a l'atenció dels nens que havien estat desplaçats dels territoris ocupats pel franquisme. Al final de la guerra i amb la consegüent victòria del bàndol revoltat, Cortichs va travessar la frontera per exiliar-se a França amb un contingent de nens refugiats.

### Exili a Mèxic
Un cop a França, on va acompanyar els nens refugiats, va acabar en un camp de concentració a Perpinyà, d'on va aconseguir sortir gràcies a diversos amics. Durant el temps que roman a França segueix col·laborant amb l'Ajut Infantil i realitza un inventari de nens evacuats a l'estat francès.
Estel Cortichs deixà França el desembre de 1939 i s'embarcà a Burdeus rumb a la República Dominicana. S'establí durant uns mesos a Santo Domingo, on treballà com a mestra en una escola i, després d'un breu període a Cuba, es va exiliar a Mèxic de forma permanent a partir de l'octubre de 1940. Ja a Mèxic, va prendre contacte amb altres ex-membres exiliats de la Institución Libre de Enseñanza, que estaven creant a través del Servei d'Evacuació de Refugiats Espanyols (SERE) i la Junta d'Auxili als Republicans Espanyols (JARE) institucions educatives la finalitat de les quals era donar feina als mestres exiliats i, alhora, oferir als nens desplaçats l'educació que havien rebut durant l'època republicana.
El primer col·legi en el qual treballà Cortichs durant la seva estada a Mèxic va ser l'Institut Luís Vives. Per accedir a aquesta feina, va haver de revalidar el seu títol de mestra i cursar dos anys de carrera universitària, per llicenciar-se en Filosofia i Lletres. L'institut estava compost en la seva gran majoria per fills de republicans i brigadistes defensors de la República exiliats, així com per molts jueus. Aquest col·legi va subsistir gràcies a donacions particulars provinents en la seva gran majoria dels Estats Units i també amb aportacions del SERE. A més, va obtenir un fort suport del govern de Lázaro Cárdenas, cosa que va portar Estel Cortichs a organitzar classes nocturnes per als obrers, en agraïment a aquest suport.
Durant la seva època de mestra en el Luís Vives va formar part de l'equip de primària i va ser escollida representant de l'escola dins de l'organització del Subcomité d'Higiene i Lluita contra l'Alcoholisme, així com per a la Campanya d'Alfabetització, ambdues iniciatives dirigides pel govern mexicà. No obstant això, les dificultats econòmiques que sofria l'Institut Vives durant la dècada de 1950, la van fer canviar d'Institut i va passar a treballar al Col·legi Madrid, un col·legi que datava de 1941 i estava finançat pel JARE.
L'afermament del nou règim franquista en la dècada de 1950, reflectit en l'aixecament de certes sancions per part de l'ONU a Espanya, van impedir que Cortichs i molts altres exiliats tinguessin esperances d'un ràpid retorn a la pàtria. Per això molts d'ells es van nacionalitzar mexicans i van continuar la seva lluita contra el règim de Franco col·laborant amb diferents associacions (com ara l'associació de dones exiliades Mariana Pineda), o incorporada en partits polítics (com el PSUC, al qual va pertànyer Cortichs durant un temps).
Va aconseguir tornar a Espanya el 1962, per primera vegada, en una estada breu, de vacances. Es va jubilar el 1967 i el 1973 i va tornar definitivament i va establir-se a Barcelona, des d'on anava sovint a Gironella, on estava enterrat el seu pare. Va morir a Barcelona el 1985.

## Obra publicada
- Cortichs de Mora, Estrella «Aspectos del habla de Tepotzotlán (México)». Nueva Revista de Filología Hispánica, volum 8 (2), 1954, pàg. 137-155. ISSN: 2448-6558.
- Estrella Cortichs (Selecció i Pròleg). Teatro medieval: El juego de Adán. El Auto de los Reyes Magos. El juego de la enramada..  México D.F.: Editorial Oasis, 1961 (Colección literaria Sevet. El mundo medieval, núm 2).